# 白河高原カントリークラブ
白河高原カントリークラブ（しらかわこうげんカントリークラブ）は、福島県西白河郡西郷村にあるゴルフ場である。

## 概要
1961年（昭和36年）代に入り、福島県西白河郡西郷村真船の開拓部落、位置的には那須と同じ山塊の東側斜面に「東北の軽井沢」を掲げての福島県南開発開発事業が動き出した。辺り一面は柏の原生林で、起伏の少ない斜面に、別荘分譲地、スキー場、スケート場、家庭遊園、そしてゴルフ場などを造る計画である。先頭で動いたのが参議院議員の松平勇雄（後・福島県知事一覧|福島県知事）で、白河市をバックにして発足した観光事業である。
1961年（昭和36年）7月26日、新たなゴルフ場の建設に向けて経営母体「白河高原開発株式会社」を設立し、会長に松平勇雄が、社長には佐藤亨が就任した。佐藤は東京の「府中カントリークラブ」（1959年（昭和34年）開場、設計・富澤誠造、横山良（改修設計））を開場し、福島でも「水石山ゴルフ場」（1955年（昭和30年）開場）を造って知名度があった。
1963年（昭和38年）8月10日、コース設計は富澤誠造に依頼し、コ－ス造成工事を着工し、18ホール、6,620ヤード、パー72規模のゴルフ場が完成し、開場された。富澤は、府中カントリークラブでのコンビで、生涯100コース余のコ－スを設計した実績が評価された。富澤は「なだらかな絶妙の地形に、関東周辺には見られない柏の木が自然美を生かし、ゆったりと楽しめるコースを造った。私の会心作のひとつ」と語った。
クラブハウスは、ゴルフ場用地内の雑木を伐って、主柱、大梁、小梁に使い組み立てた、茅場から刈り集めた茅で合掌造りの屋根を葺いた。原生林の春の芽吹きと、秋の紅葉を見事に映えて、プレーヤーを喜ばせた。

## 所在地
〒961-8071 福島県西白河郡西郷村大字真船字欠入1番地

## コース情報
- 開場日 - 1963年8月10日
- 設計者 - 富沢 誠造
- 面積 - 830,000m2（約25.1万坪）
- コースタイプ - 丘陵コース
- コース - 18ホールズ、パー72、6,675ヤード、コースレート71.5
- フェアウェー - コウライ
- ラフ - ノシバ
- グリーン - 1グリーン、ベント
- ハザード - バンカー62
- ラウンドスタイル - キャディ付きかセルフの選択制、乗用カートプレー
- 練習場 - 15打席250ヤード
- 休場日 - 無休、11月24日〜4月中旬クローズ[3][4]

## クラブ情報
- ハウス面積 - 3,300m2（998.2坪）
- ハウス設計 - レイモンド建築設計事務所（現・株式会社 レーモンド設計事務所）
- ハウス施工 - 大成建設株式会社[3][4]

## ギャラリー
- コース - 「白河高原カントリークラブ」、コース詳細、2021年5月20日閲覧
- ハウス - 「白河高原カントリークラブ」、施設案内、2021年5月20日閲覧

## 交通アクセス
- 鉄道（JR東日本） - 東北新幹線 - 新白河駅より タクシー利用約25分[5]
- 道路 - 東北自動車道 - 白河ICより 18Km 約20分[5]

## エピソード
- 作家の大岡昇平は「軽井沢には、皇族、貴族が作り上げた閉鎖社交界があり好かぬ」、白河高原には「まだ別荘が一軒も建っていないのが私の気に入った」と、1965年（昭和40年）12月1日発行の会報『白河高原』に書いている[1]。

## 関連文献
- 『ゴルフ場ガイド 東版』、2006-2007、「白河高原カントリークラブ」、東京 ゴルフダイジェスト社、2006年5月、2021年5月20日閲覧
- 『美しい日本のゴルフコース BEAUTIFUL GOLF CULTURE IN JAPAN 日本のゴルフ110年記念 ゴルフは日本の新しい伝統文化である』、ゴルフダイジェスト社「美しい日本のゴルフコース」編纂委員会編、「山椒魚の棲む阿武隈川上流、標高800メートルの高原に『東北の軽井沢』を目指した」、東京 ゴルフダイジェスト社、2013年12月、2021年5月20日閲覧